# Mena Massoud
Mena Massoud (in arabo مينا مسعود‎?; Il Cairo, 17 settembre 1991) è un attore egiziano naturalizzato canadese.

## Biografia
Massoud è nato al Cairo, in Egitto, da genitori egiziani cristiani copti. Ha due sorelle maggiori, Margo e Marian. È cresciuto in Canada, nella città di Markham, in Ontario, dove ha frequentato la St. Brother André Catholic High School. È vegano ed è autore del programma itinerante Evolving Vegan, dedicato al cibo di origine vegetale. Massoud è conosciuto principalmente per il ruolo di Aladdin nell'omonimo film del 2019, remake live action del film d'animazione del 1992. Ha inoltre interpretato Tarek Kassar nella serie televisiva Jack Ryan, pubblicata da Amazon Prime.

## Filmografia

### Cinema
- What Happens Next, regia di Jenna Elzein - cortometraggio (2011)
- Americanistan, regia di Nabil Badine - cortometraggio (2014)
- Let's Rap, regia di Neil Huber (2015)
- Ordinary Days, regia di Kris Booth, Jordan Canning, Renuka Jeyapalan (2017)
- Masters in Crime, regia di Devin Knowles - cortometraggio (2017)
- Final Exam, regia di Philippe Gosselin - cortometraggio (2017)
- Run This Town, regia di Ricky Tollman (2019)
- Aladdin, regia di Guy Ritchie (2019)
- Strange But True, regia di Rowan Athale (2019)
- Il trattamento reale (The Royal Treatment), regia di Rick Jacobson (2022)

### Televisione
- Nikita - serie TV, 1 episodio (2011)
- Poser - serie TV, 6 episodi (2011)
- Combat Hospital - serie TV, 1 episodio (2011)
- The 99 - serie TV, 25 episodi (2011)
- Cut to the Chase - serie TV, 1 episodio (2012)
- King - serie TV, 1 episodio (2012)
- Open Heart - serie TV, 12 episodi (2015)
- Saving Hope - serie TV, 1 episodio (2017)
- Jack Ryan - serie TV, 6 episodi (2018)
- Reprisal - serie TV (2019)

## Discografia

### Colonne sonore
- 2019 – Aladdin (Original Motion Picture Soundtrack)

## Riconoscimenti
- Teen Choice Awards
  - 2019 –Candidatura al miglior attore in un film fantasy/sci-fi per Aladdin[2]
- GQ Men of the Year Awards
  - 2019 – Breakthrough Talent[3]

## Doppiatori italiani
Nelle versioni in italiano delle opere in cui ha recitato, Mena Massoud è stato doppiato da:
- Manuel Meli in Aladdin, 9-1-1 Lone Star, Il trattamento reale
- Alessandro Campaiola in Jack Ryan, Strange But True